# Søren Bobach
Søren Bobach, född den 25 april 1989 i Silkeborg är en dansk orienterare som blev världsmästare på sprintdistans och tog silver i sprintstafetten vid VM 2014. Bobach var främst framgångsrik som junior med totalt fem JVM-medaljer.